# Castillo de Alfocea
La zona arqueológica del castillo de Alfocea está situada en el barrio rural zaragozano de Alfocea. A su contexto paisajístico y arqueológico pertenecen también las ruinas de los castillos de Juslibol, Miranda, Candespina, El Castellar, Santa Inés y Pola.

## Historia
El lugar y su castillo fueron conquistados a los musulmanes por Sancho Ramírez a finales del siglo XI desde la cercana base de El Castellar; poco más tarde el lugar fue repoblado con gentes venidas de los valles navarros. Desde este castillo y desde el cercano de Juslibol, Alfonso I hostigó hasta su conquista a la ciudad de Zaragoza. Este mismo rey donó la fortaleza, en 1125 a la orden del Temple, que se estableció en ella en 1132, poco después de la fundación de Mallén. Permaneció en poder de esta orden hasta su disolución en 1309, siendo vendida en 1315 por Jaime II a Bartolomé Tarín, sobrejuntero de Zaragoza que dirigió a las tropas reales que desalojaron a los templarios de la fortaleza de Castellote. En 1327 Jaime II lo vendió a Ferrer de Lanuza y al año siguiente era de Rodrigo de Luna por venta de Alfonso IV. A finales del siglo XV pertenecía a mosén Martín Díez de Aux.

## Descripción
Sus restos se sitúan al lado de la iglesia parroquial de la Concepción en un promontorio rocoso dominando el valle del Ebro. Estos se componen de una plataforma rectangular de unos 20 por 12 metros, con uno de los lados menores haciendo pared con la iglesia, mientras que el otro aparece redondeado y recubierto de ladrillo macizo. El lado del sureste ha desaparecido por completo mientras que se mantiene en pie parte del muro noreste, más largo y con fábrica de tapial y piedra, conservando restos de una puerta en arco formado por ladrillos. Este muro está reforzado exteriormente por robustos contrafuertes rectangulares que mantienen la estructura y evitan que se desplome. En el lado este del castillo se observa un muro de unos 10 metros de longitud y escasa altura (50 cm. aproximadamente) construido con los mismos materiales que los restos del castillo; desconocemos si pertenecía a él o bien se han utilizado sus materiales para construirlo, lo que sucede en otras partes de la población. Al lado del cementerio, al oeste de la población, en el otro lado de un pequeño curso de agua, se aprecian los restos de una construcción consistentes en lo que podría ser la pared de una torre, tal vez asociada al castillo.